# Rue Pierre-Haret
La rue Pierre-Haret est une voie du 9e arrondissement de Paris, en France.

## Situation et accès

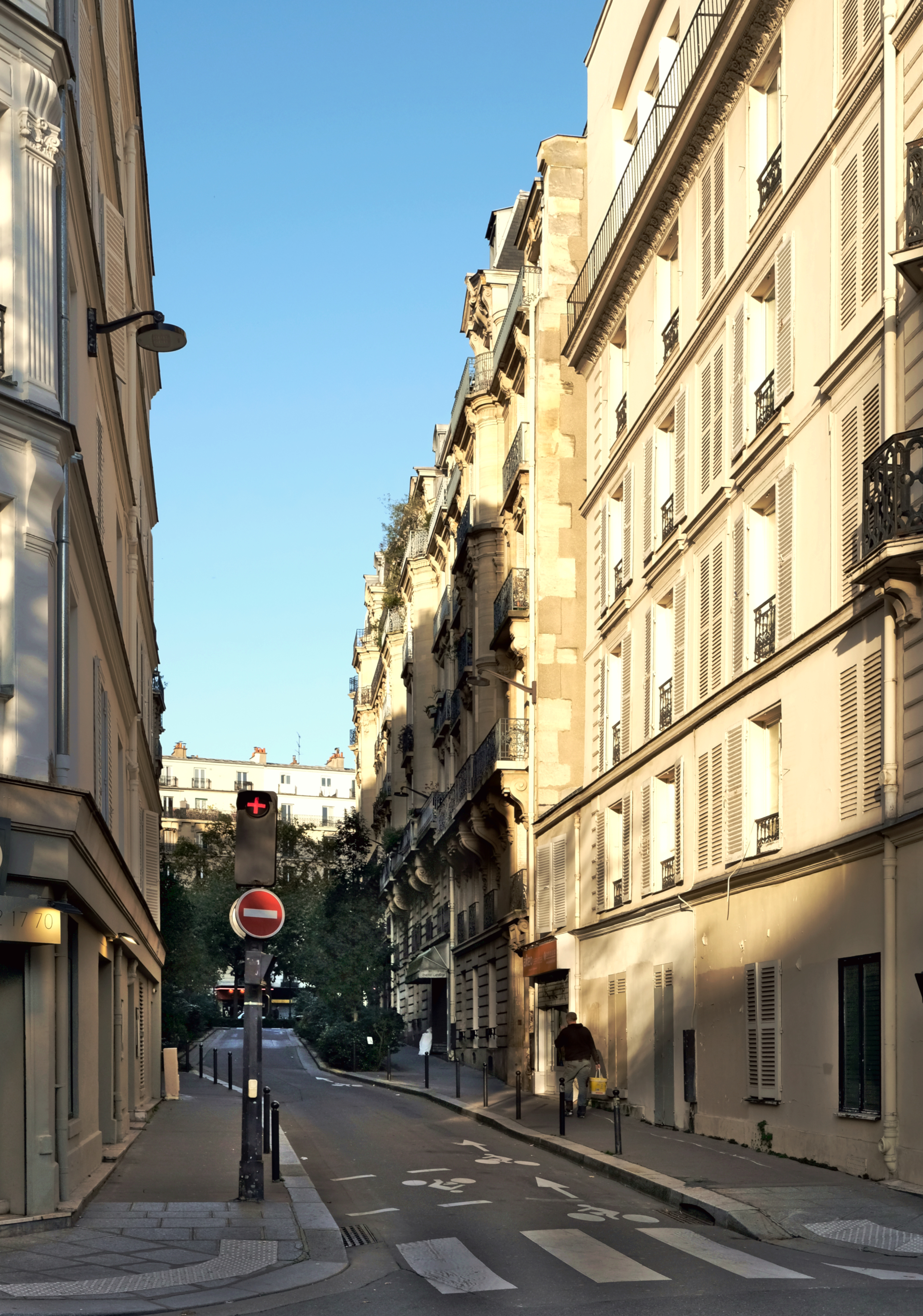
La rue Pierre-Haret depuis la rue de Douai.

La rue Pierre-Haret est une voie publique située dans le 9e arrondissement de Paris qui débute au 54, rue de Douai et se termine au 75, boulevard de Clichy.

## Origine du nom
Elle porte le nom de Pierre Haret, propriétaire des terrains sur lesquels la voie fut ouverte.

## Historique
Ancienne « impasse Vintimille », elle est prolongée en 1903 jusqu'au boulevard de Clichy en prenant son nom actuel.

## Bâtiments remarquables et lieux de mémoire
No 8 : immeuble où vécut le petit-fils de Pierre Haret, le radiologue Georges Haret. Une plaque commémorative lui rend hommage.